# Saint-Julien-Innocence-Eulalie
Saint-Julien-Innocence-Eulalie é uma comuna francesa na região administrativa da Nova Aquitânia, no departamento da Dordonha. Estende-se por uma área de 19.73 km². Em 2010 a comuna tinha 309 habitantes (densidade: 15,7 hab./km²).
Foi criada em 1 de janeiro de 2019, a partir da fusão das antigas comunas de Sainte-Innocence (sede da comuna), Sainte-Eulalie-d'Eymet e Saint-Julien-d'Eymet.